# Distretto di Dafeng
Il distretto di Dafeng (大丰区S,  Dàfēng QūP) è un distretto della Cina, situato nella provincia di Jiangsu e amministrato dalla prefettura di Yancheng. L'area totale è 3.008,08 chilometri quadrati. La grande città di Dafeng fa parte del distretto di Dafeng. Il centro amministrativo del distretto appartiene al sottodistretto di Dazhong. Dafeng si trova nella zona umida subtropicale. Il distretto è affacciato sul Mar Giallo. Prende il nome di Dazhong e Xinfeng sul territorio del distretto. 
La maggior parte dei residenti a Dafeng sono gli Han. Le minoranze etniche includono Mongoli, Hui, Tibetani, Miao, Zhuang, Buyi, Manchu, Dong, Yao, Bai, Tujia, Dai, Li, Lisu, She, Gaoshan, Lahu, Shui, Naxi, Tu, Bulang e Xibe.  
Il Segretario distrettuale del partito è Xue Shengtang ed il sindaco del distretto Li Zhijun. Il dialetto di Dafeng del mandarino viene parlato. Ci sono un totale di 65 scuole, di cui 31 scuole medie generali con 24194 studenti; 1 scuola professionale secondaria con 5355 studenti; 33 scuole primarie con 27.783 studenti.  
La precipitazione naturale annuale nel distretto di Dafeng è superiore a 1.000 mm e raggiunge più di 2.000 mm nella stagione delle piogge e almeno 500 mm nella stagione secca. Fangqiang (方强镇, 24,132 abitanti nel 2010) e Yuhua (裕华镇, 36,030 abitanti nel 2010) erano città di livello comunale nel 2010. Il porto di Dafeng è un porto importante per fare trading con Taiwan. L'isola artificiale di Dongsha esiste. 

## Suddivisioni

### Sottodistretti
- Dazhong (大中镇, 187,382 abitanti nel 2010) 
  - I quartieri sono: Dali (大刘), Xincun (新村), Yuhong (育红), Laojie (老街), Xinjie (新街), Dongning (东宁), Dahua(大华), Chengzhong (城中) Kangping (康平), Jiandong (健东), Daxin (大新), Feida (飞达), Renmin (人民), Jianye (建业), Yanhe (沿河), Xihekou (西河口), Xintuan (新团), Binhe (新团), Xinde (滨河), Jianfeng (建丰), Chaoyang (朝阳), Pujiang (浦江)
  - I villaggi sono:

Honghua (红花), Taixi (泰西), Defeng (德丰), Tongde (同德), Xintuan (新团), Guangming (光明), Laoba (老坝), Bazao (八灶), Taifeng (泰丰), Shuangxi (双喜), Limin  (利民), Hengbei (恒北), Hengfeng (恒丰), Hengnan (恒南), Fubei (阜北), Daxin (大新), Fufeng (福丰), Yuanfeng (元丰), Jinfeng (晋丰), Jinbei (晋北)
- Fenghua (丰华街道) 
  - I quartieri sono: Xindongyuan (新东苑) Gaoxin (高新), Yuhua (裕华) I villaggi sono: Funan (阜南), Fufeng (阜丰), Fengyu (丰裕), Wanfeng (万丰), Chaorong (朝荣), Haifang (海防), Tianxiang (天祥), Haifeng (海丰)

### Città
- Baiju (白驹镇, 34,366 abitanti nel 2010) 
  - I quartieri sono: Haining (海宁), Fuqiang (富强), Hanrong (繁荣)
  - I villaggi sono: Yangxin (洋心), Yandi (沿堤), Majia (马家), Minyao (民窑), Tuanjie (团结), Shizikou (狮子口), Tangshe (汤舍), Xiaoao (肖坳), Jinbu (进步), Xinduo (新垛), Yaogang (窑港), Qiliqiao (七里桥), Sanlishu (三里树), Tangxi (唐西), Zhushe (朱舍), Dongyao (东窑)
- Caomiao (草庙镇, 24,997 abitanti nel 2010) 
  - I quartieri sono: Caomiao (草庙), Chuandong (川东)
  - I villaggi sono: Dongzao (东灶), Chuanyang (川洋), Zhugang (竹港), Beizao (北灶), Chuanzhu (川竹), Qingsheng (庆生), Weidong (圩东), Xinhai (新海, Wuzong (五总), Sizhao (四灶), Xinchang (新场), Xindong (新东), Dingdong (丁东), Yanhe (沿河)
- Caoyan (草堰镇, 34,512 abitanti nel 2010) 
  - I quartieri sono: Caoyan (草堰), Maqiao (马桥), Sanzha (三渣)
  - I villaggi sono: Dingxi (丁溪), Shuanghe (双河), Shuangduo (双垛), Hexin (合新), Caoyan (草堰), Sanyuan (三元), Xizha (西渣), Chengwen (成文), Zhuyuan (竹园), Sanxin (三新), Sanzha (三渣), Jiezhong (界中)
- Daqiao (大桥镇, 29,059 abitanti nel 2010) 
  - I villaggi sono: Daqiao (大桥), Panfeng (潘丿), Pannan (潘南), Fangxiang (方向), Zhongye (中业), Zhonggang (中港), Lianfeng (联丰), Shuangfeng (双丰), Dongta (东塔), Jiangan (江岸),

Chuannan (川南), Yangnan (洋南), Zhonghe (中合)
- Liuzhuang (刘庄镇, 38,522 abitanti nel 2010) 
  - I quartieri sono: Dongfanghong (东方红), Zilin (紫林), Hongqi (红旗), Sanwei (三圩), Yunxi (云溪)
  - I villaggi sono: Guangrong 光荣), Xinqiao (新桥), Youyi (友谊), Minzhu (民主), Lianghao

(良好), Jiancheng (建成), Runmin (润民), Shengli (胜利), Jingsai (竞赛), Longxin (龙心), Donglian (东联), 
Dongfang (东方) 
- Nanyang (南阳镇, 36,257 abitanti nel 2010) 
  - I quartieri sono: Nanyang (南阳), Tongshang (通商)
  - I villaggi sono: Chengxiang (城乡), Guangfeng (广丰), Xiangbei (祥北), Xiangnan (祥南), Xiangxi (祥西), Chengxin

(诚心), 
Huanghai (黄海), Yuhai (裕海), Minxin (民心), Dongwang (东旺), Jixing (吉兴), Yanhai (沿海)
- Wanying (万盈镇, 44,032 abitanti nel 2010)
  - I villaggi sono: Tianchi (天池), Zhaofeng (兆丰), Yimin (益民),

Wenda (文达), Liuli (六里), Miaofeng (苗丰), Wanying (万盈), Sanhe (三合), Shenzao (沈灶), Shuangzao (双灶), Liuchuan (六川), Xizao (西灶), Jinlong (金龙), Shuangfu (双福), Shuangxing (双星), Kangning (康宁), Yinzao (殷灶), Guzao (顾灶)
- Sanlong (三龙镇, 45,483 abitanti nel 2010) 
  - I quartieri sono: Longwangmiao (龙王庙), Fengfu (丰富), Doulong (斗龙)
  - I villaggi sono: Longxi (龙西), Longdong (龙东), Fengyu (丰余), Longnan (龙南), Fengfu (丰富), Xiaba (下坝),

Gangdong (港东), Qianjin (前进), Doulong (斗龙), Donghong (东红), Kaiming (开明), Xinfeng (新丰), Yangqiao (洋桥), Chijiu (持久), Jiufeng (久丰), Zengchan (增产), Xintan (新坍), Fuqiang (富强), Heping (和平) 
- Xinfeng (新丰镇, 71,481 abitanti nel 2010) 
  - I quartieri sono: Minzhu (民主), Tuanjie (团结), Xinhuai (新淮), Heping (和平), Xinbei (新北), Zhennan (镇南), Jindun (金墩), Sichahe (四岔河), Longdi (龙堤), Fangqiang (方强)
  - I villaggi sono: Dingfeng (鼎丰), Shifeng (时丰), Yunan (裕南), Yubei (裕北), Renbei(仁北), Jinxi (金西), Tongfeng (同丰), Quanxin (全心), Qunle (群乐), Rennan (仁南), Jindong (金东), Datuan (大团), Shagang (沙港), Taixing (太兴), Chiqi (赤旗), Chetan (车滩), Yongyue (永跃), Wanzhong (万众), Xiaotuan (小团), Changtan (长坍), Yaogang (腰港), Sanzong (三总), Yinshui (引水), Weizhong (圩中), Wufeng (五丰), Laodun (老墩), Anlong (安龙), Qixian (齐贤), Daming (大明)
- Xiaohai (小海镇, 36,133 abitanti nel 2010) 
  - I quartieri sono: Xiaohai (小海), Nantuan (南团)
  - I villaggi sono: Wenquan (温泉), Wubo (无泊), Hai Tuan (海团), Jiangbei (江北), Xinxu (新圩), Beihong (北虹), Tangzhong (唐中), Yangshu (杨树), Xincun (新村), Xiaoyang (小洋), Xunan (徐南), Haixi (海西), Xinyao (新窑)
- Xituan (西团镇, 30,024 abitanti nel 2010) 
  - I quartieri sono: Chengxiang (城乡), Jianshe (建设)
  - I villaggi sono: Dalong (大龙), Miaohua (描花), Beituan (北团), Xituan (西团), Xiling (西灵), Qizaohe (七灶河), Longyao (龙窑), Zhongxin (众心), Huangpu (黄浦), Jiuyi (九一), Xinzhong (新中), Zhaochang (赵场), Magang (马港)

### Altre Suddivisioni
- Farm di Dongbatou (东坝头农场, 1,070 abitanti nel 2010)
- Farm di Dazhong (大中农场, 5,253 abitanti nel 2010)
- Farm di Fangqiang (方强农场, 4,221 abitanti nel 2010).
- Farm di Shanghai (上海农场, 5,501 abitanti nel 2010, una dei farm di Shanghai)
- Farm di Chuandong (川东农场, 2,484 abitanti nel 2010, una dei farm di Shanghai)
- Farm di Haifeng (海丰农场, 2,378 abitanti nel 2010, una dei farm di Shanghai)
- Zona di sviluppo economico di Dafeng (大丰经济开发区, 1,446 abitanti nel 2010)) 
  - I quartieri sono: Xincheng (新城), Xinmin (新民), Shanghai Huayuan (上海花园), Hudiewan (蝴蝶湾)
  - I villaggi sono: Hekou (河口), Chang'an (长安), Zaowei (灶圩), Tongsheng (同圣), Qizaohe (七灶河), Herui (和瑞), Longfu (龙福), Jianshe (建设)
- Zona di sviluppo economico marino di Dafeng (大丰海洋经济开发区, 11,899 abitanti nel 2010) 
  - I quartieri sono: Wanggang (王港), Haiwan (海湾), Haigang (海港)
  - Il villaggio è: Nanxin (南新)